# Cophura feigei
Cophura feigei là một loài ruồi trong họ Asilidae. Cophura feigei được Kaletta miêu tả năm 1983. Loài này phân bố ở vùng Tân nhiệt đới.